# حادثة جسر أول كريك
حادثة جسر آول كريك (بالإنجليزية: An Occurrence at Owl Creek Bridge)‏ هي قصة شهيرة أمريكية تندرج ضمن مجموعة القصص القصيرة، وهي من تأليف الكاتب الأمريكي أمبروس بيرس حيث تدور أحداث القصة أثناء الحرب الأهلية الأمريكية حول صاحب أحد المزارع المحكوم عليه بالإعدام، وقد اتخد اسم القصة كون أن عملية الإعدام تم تنفيذها على جسر أوول كريك.